# Thesium ramosoides
Thesium ramosoides är en sandelträdsväxtart som beskrevs av Radovan Hendrych. Thesium ramosoides ingår i släktet spindelörter, och familjen sandelträdsväxter. Inga underarter finns listade i Catalogue of Life.